# Jiefang CA-30
Jiefang CA-30 — перший китайський тривісний армійський вантажний автомобіль з усіма ведучими колесами.
Створений конструкторами Першого Автомобільного Заводу в 1958–1959. За основу було взято дизайн радянського ЗІЛ-157. Використовувався китайською армією до 1990-х років. Потім більшість була продана на цивільному ринку.
Вантажівка мала повну масу 10,5 тонн, була можливість буксирувати причепи та гармати масою до 3,6 тонн. Його шасі також послужило базою найрізноманітніших військових кузовів, обладнання та озброєння — від зенітних кулеметів до РСЗВ.